# Musikhögskolan i Malmö

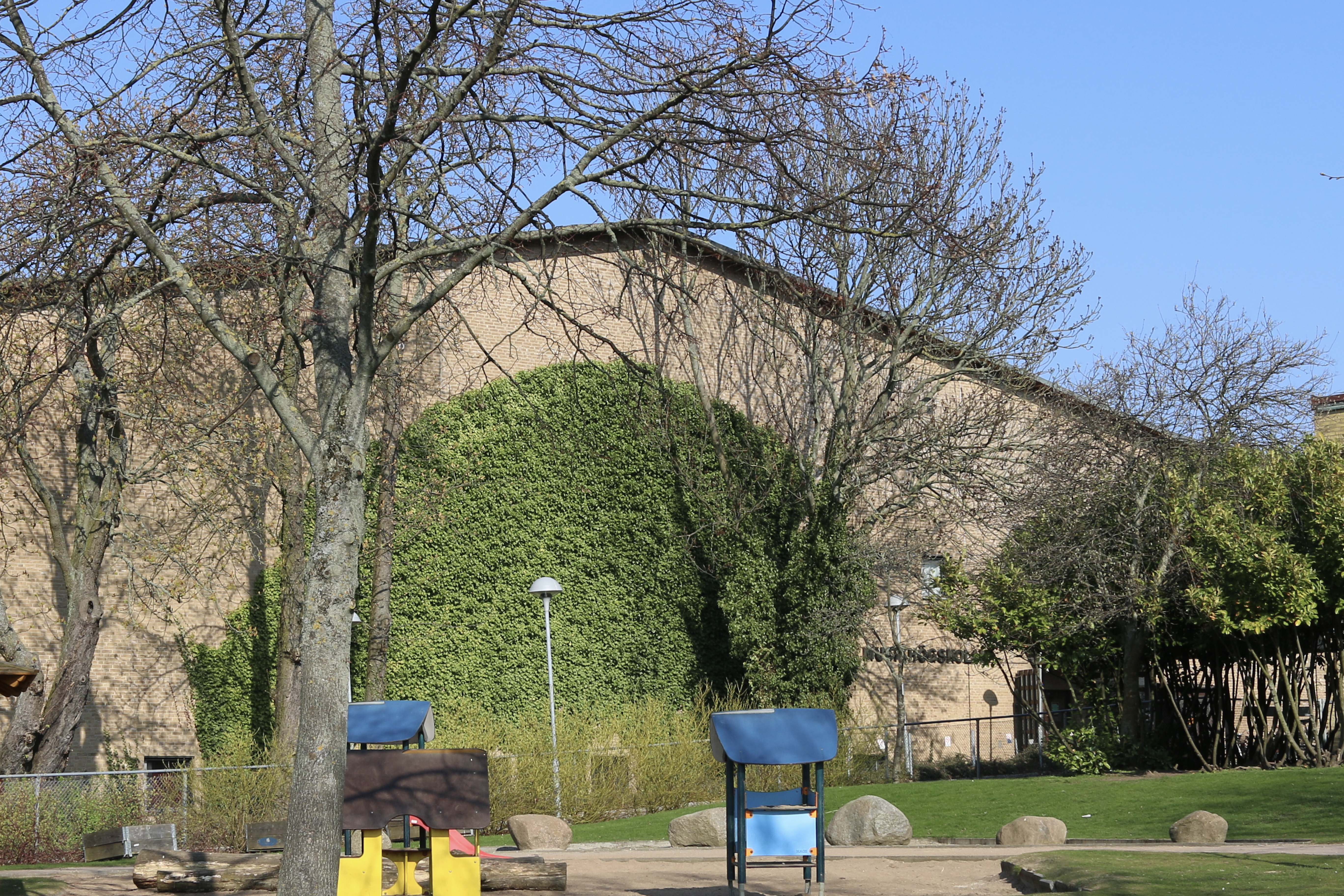
Musikhögskolan

Musikhögskolan i Malmö är en svensk statlig högskola som bedriver utbildning och forskning inom musik och musikpedagogik. Skolan tillhör den Konstnärliga fakulteten vid Lunds universitet där även Konsthögskolan i Malmö och Teaterhögskolan i Malmö ingår. 

## Verksamhet
Verksamheten grundades år 1907 som ett musikkonservatorium. År 1971 blev skolan en statlig utbildning och bytte då namn till Musikhögskolan i Malmö. Sex år senare, 1977, blev verksamheten en del av Lunds universitet. 2007 inrättades den Konstnärliga fakulteten där Musikhögskolan idag ingår tillsammans med Teaterhögskolan och Konsthögskolan. Musikhögskolan i Malmö har cirka 35 utbildningsprogram på kandidat- och masternivå samt ett stort antal fristående kurser inom bland annat jazz, kyrkomusik, folkmusik, klassisk musik och komposition. Skolan har även en av Sveriges största ämneslärarutbildningar med inriktning musik.
Musikhögskolan i Malmö samarbetar med partneruniversitet i flera länder och är bland annat medlem i de internationella nätverken Association Européenne des Conservatoires (AEC), International Society for Music Education (ISME), European Association for Music in Schools (EAS) och Association of Nordic Music Academies (ANMA).

## Lärare
Ett urval av musiker som är eller har varit anställda vid Musikhögskolan är exempelvis Hans Pålsson (piano), Håkan Hardenberger (trumpet), Göran Söllscher (gitarr), Luca Francesconi (tonsättare) och Rolf Martinsson (tonsättare), Håkan Rydin (piano), Staffan Storm (tonsättare), Francisca Skoogh (piano), Bent Sörensen (komposition), Hans Hellsten (orgel), Marika Fältskog (violin/konsertmästare), Asger Svendsen (Fagott), Lennart Gruvstedt (slagverk), Sixten Nordström (musikdirektör) och Mats Edén (fiol).

## Rektorer
- 1959–1979 Gunnar Sjöqvist
- 1979–1985 Bengt Hall
- 2011–2013 Staffan Storm
- 2013–2020 Ann-Charlotte Carlén[1]
- 2021/01/01– 2021/05/17 Sanimir Resić[2]
- 2021/05/17 – 2022/06/30 Karin Johansson[3]
- 2022/07/01 Hans Hellsten[4]